# Spirorbis calypso
Spirorbis calypso är en ringmaskart som beskrevs av Zibrowius 1970. Spirorbis calypso ingår i släktet Spirorbis och familjen Serpulidae. Inga underarter finns listade i Catalogue of Life.